# سیارک ۱۰۶۳۳
سیارک ۱۰۶۳۳ (به انگلیسی: 10633 Akimasa، نامگذاری:1998DP1) ده هزار و ششصد و سی و سومین سیارک کشف شده‌است که در ۲۰ فوریه ۱۹۹۸ کشف شد.
قدر مطلق سیارک برابر ۱۴٫۲۰ است.